# Andy Turner
Andy Turner, właściwie Andrew Steven Malcolm Turner (ur. 19 września 1980 w Chelmsford) – brytyjski lekkoatleta specjalizujący się w krótkich biegach płotkarskich, uczestnik igrzysk olimpijskich w Atenach (2004) i Pekinie (2008), mistrz Europy z Barcelony (2010) w biegu na 110 m przez płotki.
Z powodu kontuzji opuści sezon 2013 i nie wystartuje na mistrzostwach świata w Moskwie, na których miał bronić brązowego medalu.

## Sukcesy sportowe
- 2006 – Melbourne, igrzyska Wspólnoty Narodów – brązowy medal w biegu na 110 m ppł
- 2006 – Göteborg, mistrzostwa Europy – brązowy medal w biegu na 110 m ppł
- 2010 – Barcelona, mistrzostwa Europy – złoty medal w biegu na 110 m ppł
- 2010 – Split, puchar interkontynentalny – 2. miejsce w biegu na 110 m ppł
- 2010 – Nowe Delhi, igrzyska Wspólnoty Narodów – złoty medal w biegu na 110 m ppł
- 2011 – Sztokholm, superliga drużynowych mistrzostw Europy – 1. miejsce w bieg na 110 m ppł
- 2011 – Daegu, mistrzostwa świata – brązowy medal w biegu na 110 m ppł

## Rekordy życiowe
- bieg na 150 m (po prostej) – 15,20 – Manchester 17/05/2009
- bieg na 110 m przez płotki – 13,22 – Lozanna 30/06/2011
- bieg na 200 m przez płotki (po prostej) – 22,10 – Manchester 15/05/2011
- bieg na 60 m (hala) – 6,79 – Pireus 25/02/2009
- bieg na 200 m (hala) – 20,90 – Sheffield 13/02/2011
- bieg na 50 m przez płotki (hala) – 6,65 – Sztokholm 21/02/2008
- bieg na 60 m przez płotki (hala) – 7,55 – Sheffield – 11/02/2007